# Оксфорд (езеро)
Вижте пояснителната страница за други значения на Оксфорд.
Езерото Оксфорд (на английски: Oxford Lake) е 13-о по големина езеро в провинция Манитоба. Площта му, заедно с островите в него е 401 км2, която му отрежда 123-то място сред езерата на Канада. Площта само на водното огледало без островите е 349 км2. Надморската височина на водата е 186 м.
Езерото се намира в източната част на провинцията, на североизток от езерото Уинипег. Езерото Оксфорд има дължина от югозапад на североизток 53 км, а максималната му ширина е 14 км. От ноември до юни е покрито с дебела ледена кора.
Езерото има изключително силно разчленена брегова линия с множество заливи, канали, полуострови и острови (площ от 52 км2), по големи от които са: Кархил, Лойд, Кристи, Хайерс, Джей и др.
През езерото от югозапад на североизток протича река Хейс, вливаща се в Хъдсъновия залив.
На североизточното крайбрежие на езерото, там където изтича река Хейс се намира селището Оксфорд Хаус, в близост до което има изградено летище.
Езерото Оксфорд е открито през юли 1754 от английския търговец на ценни животински кожи Антъни Хендей, служител на „Компанията Хъдсънов залив“.